# 映像系制作プロダクション一覧

映像系制作プロダクション一覧（えいぞうけいせいさくプロダクションいちらん）は、映像系制作プロダクションの一覧。
- アニメーション制作を主とするプロダクションはアニメ制作会社を参照。
- 記事が作成されていないプロダクション、合併・解散等により消滅したプロダクションは除く。

## 日本

### あ行
あ
- RKB映画社
- RBCビジョン
- IVSテレビ制作
- IAW
- アクティブ (テレビ制作会社)
- アクロ
- アジア・コンテンツ・センター
- AZITO (テレビ制作)
- アズバーズ
- アチェルボ
- アッシュ (制作プロダクション)
- アットムービー
- アップスタート
- UBURU
- アベクカンパニー
- アマゾンラテルナ
- アミューズ
- アルファ・グリッド
- アルファコア
- 安寿 (テレビ制作会社)
- アンジュ・ド・ボーテ ホールディングス
- アンドオン
- アンメック
- AOI Pro.
- アクロス
- 麻布プラザ
- アルファワン
- アンジュ・ド・ボーテ（安寿）
- アイエムエフ
- アイ・クリエイト (渋谷区)
- アイリンク (芸能事務所)
- アキプロ
- アクアス・エンターテインメント
- 飛鳥映像
- アップドリーム
- アポロ5

い
- イアリンジャパン
- イー・カンパニー（Ecompany）
- いまじん
- E&W
- イースト・ファクトリー
- イカロス (制作プロダクション)
- イキナ
- イザワオフィス
- 泉放送制作
- イマジネーション (制作会社)
- イメージ・ファクトリー
- イメージファクトリー
- イルージョン
- イングス (映像制作会社)
- イン・ナップ
- インパクト (テレビ制作会社)
- イースト
- 池田屋
- IMAGICA Lab.（イマジカ）
- インナップ（INUP）
- 家元 (映像プロダクション)
- IMAGICA Lab.
- International Digital Artist
- イマージュ (画像処理企業)

う
- ウインズモーメント
- ヴィステックエンタテインメント
- ウィニング・ラン (プロダクション)
- ウイング (番組制作会社)
- ウインズウイン
- ウェスタ (企業)
- ウォークオン
- ヴォックス (テレビ制作会社)
- ウッドオフィス

え
- AVII IMAGEWORKS
- SAC INTERMEDIA PROD.
- エーステレビ
- HBCメディアクリエート
- エキスプレス
- エキスプレススポーツ
- 映像制作センター
- HTB映像
- EIGHT
- APF通信社
- えーすてれび
- エー・ビー・シーメディアコム
- ABCリブラ
- エクセリング
- エスエスシステム
- STV開発センター
- えすと
- エスピーボーン
- NHKエンタープライズ
- NHKグローバルメディアサービス
- NHKエデュケーショナル
- エフ・エフ
- F.D.K.
- MNW
- MBS企画
- エルフ・エージェンシー
- エンドレス・コミュニケーションズ
- エンネットワーク
- エックスワン
- えむふぁーむ
- エキスプロダクション
- エヌケーエル
- エヌ・デザイン
- エネット (東京都品川区の企業)
- エム・ティ・プランニング

お
- オムニバス・ジャパン
- オールアウト
- オイコーポレーション
- Oidooon
- オスカープロモーション
- オセロット (企業)
- オフィスキール
- オフィスクライン
- オフィスクレッシェンド
- オフィスケイワイズ
- オフィス・ケーアール
- オフィス自由本舗
- オフィス・トゥー・ワン
- オフィス・ヘンミ
- オフィスぼくら
- オフィスりぷる
- オブザアイ
- オラフズ
- オルタスジャパン
- オニオン
- オフィスキューブ
- オモロキ
- オンリー・ワン
- OXYBOT

### か行
か
- 角川映画
- 鹿児島ビジョン
- ガスコイン・カンパニー
- カズモ
- ガッツエンターテイメント
- 角川大映スタジオ
- 関西テレビハッズ

き
- Q (テレビ番組制作)
- ギガ
- 共同エディット
- 共立
- 金魚事務所
- ギークピクチュアズ
- KIZUNA JAPAN
- キングオクトパス
- キングダム (映像制作会社)
- 共同テレビジョン
- KYORAKU吉本.ホールディングス
- 極東電視台
- 近代映画協会

く
- クラッチ.
- Creator's Park
- CREATIVE OFFICE CUE
- クリエイティブ・ジョーズ（JAWS）
- クリエイティブ30
- クリエイティブネクサス
- クリエイティブ勇気
- クロステレビ
- クロスブリード
- クロスロード (テレビ制作会社)
- 群馬テレビエンタープライズ
- グリオグルーヴ
- QOOV
- グリオグルーヴ

け
- ケイマックス（K-max）
- KTNソサエティ
- KBC MoooV
- ケイファクトリー
- ケーテン (企業)
- 元気な事務所
- KENFIL ARTS PRODUCTION

こ
- コール
- 光和インターナショナル
- 国際放映
- コスモ・スペース
- 黒剣テレビ番組制作
- ゴッズダイナミックワールド
- 5年D組
- ゴファン・ピクチャーズ
- コミックリズ
- コムクエスト
- コラボレーション (テレビ制作会社)
- 近藤照男プロダクション
- 光映新社
- KODEKA
- ゴエンプロ (芸能事務所)
- コンテンツタワー

### さ行
さ
- 桜映画社
- ザ・ワークス（THE WORKS）
- サーティー・フレーム
- ザイオン (テレビ制作会社)
- ザ・スピングラス
- 札幌映像プロダクション
- サン・オフィス
- さんばん
- SOUND PEACE
- 産経映画社
- サン神戸映画社

し
- C&Iエンタテインメント
- ジーワン
- ジーヤマ（G-yama）
- シイダブリュウブイ（CWV）
- シオン（SION）
- ジッピー・プロダクション（ZIPPY）
- 社員
- The icon
- ジーアイ・ホールディングス
- C.A.L
- GMAジャパン
- シーピーシー
- CBCクリエイション
- C-block
- Jワークス
- ジェットプロダクション
- シオプロ
- ジ・ズー
- シナノ企画
- ジーピーエー
- シボンエンタープライズ
- 下野テレビ映像
- ジャパネットコミュニケーションデザイン
- ジャパンウェイブ
- ジャパンプロデュース
- ジャンゴフィルム
- ジャンプコーポレーション
- ジョイマン (企業)
- 上 (テレビ制作会社)
- 小学館集英社プロダクション
- 小学館ミュージック&デジタル エンタテイメント
- 笑軍
- 松竹
- 松竹撮影所
- 松竹芸能
- 翔テレビジョン
- 笑軍様
- ジー・アイ・ティー
- CGCGスタジオ
- 上州テレビ
- THINGMEDIA

す
- スターロット・プロダクション
- スポット
- スナッチ
- スパイスファクトリー（Sp!ce Factory）
- スフィンクス（SFINX）
- スウィッシュ・ジャパン
- スクイズ (テレビ制作会社)
- スクラッチ (テレビ制作会社)
- 厨子王 (テレビ制作会社)
- スタジオアルタ
- スタジオ・プラスエー
- スタジオブルー
- スタッフラビ
- STEELO
- スフィンクス (制作プロダクション)
- スペード・ワン
- スポット (音響効果)
- スポニチクリエイツ
- スマイルオン
- ズームエンタープライズ
- スローハンド
- スタジオ・バックホーン
- StudioGOONEYS
- スタイルキューブ
- STORIES (企業)

せ
- 特殊造型スタジオ Zeppet
- ZENピクチャーズ
- ゼロクリエイト（零CREATE）
- ゼニス
- セディックドゥ
- セブンデイズウォー (企業)
- 禅プランニングアンドプロデュース
- ゼータ・カンパニー
- ゼネラルアサヒ
- 先駆舎

そ
- ソニーPCL
- ゾディアック
- 創輝
- ゾフィープロダクツ

### た行
た
- 第2学区
- ダイメディア
- ダンスノットアクト
- 大映テレビ
- 大河プロダクション
- ダイズ (テレビ制作会社)
- ダイナマイトレボリューションカンパニー
- 太平洋放送協会
- タッチプランニング
- たむらプロ
- 太陽企画
- 宝塚クリエイティブアーツ

ち
- 千代田ラフト
- 千代田企画
- 中日映画
- 中日映画社

つ
- ツエニー
- 円谷プロダクション
- つくばテレビ

て
- ディークラフト
- ティーヴィボックス
- TSSプロダクション
- テーク・ワン
- TCP (企業)
- TBSスパークル
- TBSアクト
- ディヴォーション (制作プロダクション)
- Dmark
- DIRECTIONS
- ディーレック
- テレコムスタッフ
- テレテック
- テレパック
- テレビ朝日映像
- テレビクリエイションジャパン
- テレビジオン
- テレビジョンフィールド
- テレビ東京制作
- テレビ東京ミュージック
- テレビ東京メディアネット
- テレビマンユニオン
- ディ・コンプレックス（D:COMPLEX）
- ティー・ワイ・オー
- ティーエーピー（TAP)
- テクノマックス
- テムジン
- テレコム・サウンズ
- デジタルガーデン
- デジタル・メディア・ラボ
- デジタル・フロンティア
- T's Production
- ティーン (企業)
- ディメンションユナイテッド
- 電通テック

と
- 東映
- 東映テレビ・プロダクション
- 東映ラボ・テック
- 東通インフィニティー
- 東海テレビプロダクション
- Tokyo Cowboys
- 東京サウンドプロダクション
- 東京ビデオセンター
- 東京フイルム・メート
- 東京現像所
- 東通企画
- 東阪企画
- 東宝
- 東北映音
- 東北新社
- トータルメディアコミュニケーション
- ドキュメンタリージャパン
- トスプランニング
- 栃放エンタープライズ
- ドックス
- トップシーン
- トラストクリエイション
- トラストネットワーク
- ドラマデザイン社
- トリックスター (テレビ制作会社)
- トラッシュ
- ドリマックス・テレビジョン（DREAMAX TELEVISION）
- トータル・メディア・エージェンシー
- 特撮研究所
- ドクナーズ・ジャパン
- Tryams

### な行
な
- ナイス・デー (企業)

に
- 日音プランニング
- 日企
- 日経映像
- 日テレアックスオン
- 日テレグループ企画
- 日本文化チャンネル桜
- 日本映像教育社
- 日本ケーブルテレビジョン
- 日本電波ニュース社
- 日本エフェクトセンター
- 日本映像クリエイティブ
- 日放
- ニユーテレス
- ニューズクリエイト
- NEWMARK

ぬ
- ヌーヴォ
- ヌーベルバーグ
- 沼澤事務所

ね
- ネイキッド
- ネクサス（NEXUS）
- ネットウエブ（NET WEB）
- ネオプラス
- ネクステップ
- ネクストワン
- ネツゲン

の
- ノンプロダクション

### は行
は
- 博報堂プロダクツ
- バスク
- パイロテック
- ハウンテッド
- ぱっぷる
- ハイスタンダード (テレビ制作会社)
- ハイホーTV
- パインズ
- ハウフルス
- バウンスィ
- バックアップメディア
- パッション (テレビ制作会社)
- BUDDY
- パワーステーション (番組制作会社)
- バンエイト
- 阪神コンテンツリンク
- BCA (制作会社)
- ばんぺいゆ

ひ
- ビー・ブレーン（BEE BRAIN）
- ビアーズ
- BSS企画
- ビーダッシュ
- PDS (制作プロダクション)
- ピー・ディー・ネットワーク
- ピー・プロダクション
- ビーワイルド
- BEGIN (制作プロダクション)
- ビスポ
- ビデオフォーカス
- ビデオユニテ
- 広島放送
- ビコム
- ピクス
- Pixy (ブランド)
- ビッグショット (特殊効果)
- ヒルマモデルクラフト
- BABEL LABEL
- ビーイング
- PFH Entertainment
- ヒューマンセントリックス
- ピラミッドフィルム

ふ
- ファイナルイメージ
- Fact
- ファンズプロダクション (FUNS)
- プランニング・テレビジョン
- FLEX（(株)フレックス）
- ファインエンターテイメント
- ファルコン (番組制作会社)
- VSQ
- ブーム (企業)
- ブームアップ
- FAITHentertainment
- フォーナイン
- フォーサイド
- フォーミュレーション
- フォルコム
- フジクリエイティブコーポレーション
- フジパシフィックミュージック
- フジ・メディア・テクノロジー
- ブシロードムーブ
- ふなや
- プラネットエンターテイメント
- プラファー
- フリーピット
- ブルースモービル
- 古舘プロジェクト
- フレームインフ
- ブレインマックス
- プレゼンス・クルー
- フレッシュハーツ
- プレミア・ピクチャーズ
- プロジェクト ドーン
- 文化工房
- ヴイ・ビジョンスタジオ
- フラッグ
- 4d
- ブラスト (企業)
- ブレンドマスター
- 4Dブレイン
- フレームワークス・エンターテインメント
- フィールドキャスター
- フォアクロス
- フォーピクス
- プリズム (企業)
- Blue clover
- FRAME TOKYO
- フレイムハーツ
- ブロードウェイ (映像制作会社)
- プロメテック・ソフトウェア

へ
- ベイシス (制作プロダクション)
- ベイビー・プラネット
- ヘラ (会社)

ほ
- 放送番組センター
- 放芸
- 放送映画製作所
- ボーイズ (テレビ制作会社)
- ホームラン製作所
- ホールマン
- ポジティヴワン
- 北海道録画センター
- ポッシブル (番組制作会社)
- BOマーズ
- ホリプロ
- HOTZIPANG

### ま行
ま
- 毎日映画社
- マイ・プラン
- マクザム
- マドワーズ
- マーブリング・ファインアーツ
- マリンポスト
- MABU
- 幻の映画復刻レーベルDIG
- マルキンクリエイト

み
- 三上康雄事務所
- 水野晴郎事務所
- ミッククリエーション
- MIL (動画制作)
- 三船プロダクション
- ミヤギテレビサービス

む
- ムーンコミュニケーションズ

め
- 明光セレクト
- メガバックス
- メディア・バスターズ
- メディアプルポ
- メディア・ワン
- メディアミックス・ジャパン (MMJ)
- メイクアップディメンションズ
- メディア光村

も
- モーデリア
- モスキート
- モンスターズ (製作会社)
- Motor/lieZ
- モバーシャル
- 森三平
- モンスター☆ウルトラ

### や行
や
- YARD

ゆ
- USTV・日本デジタルテレビ放送
- ユーコム
- ユーフィールド
- ユーキース・エンタテインメント
- UNITED PRODUCTIONS
- ユニオン映画
- ゆにクリエイト

よ
- 吉本興業
- よしもとブロードエンタテインメント
- ヨコシネ ディー アイ エー

### ら行
ら
- 楽映舎
- ラフグラフィックス
- ライターズ・オフィス
- ラダック (企業)
- ランド・ホー
- ランブル・ビー

り
- パラダイステレビ
- RIKIプロジェクト
- リッツプロダクション
- リュウ・エンタープライズ
- 琉球トラスト
- リーライダーす
- Ring (企業)
- LiSMoR
- リバプール (企業)

る
- ルーカス (テレビ制作会社)

れ
- レジスタエックスワン
- レックフィッシュ
- レインボー造型企画
- レスパスビジョン
- レオーネ (映像制作会社)
- Rentry

ろ
- ロコモーション
- ロール・ワン
- ROFL (番組制作会社)
- ロマネプロモーション
- ロントラ
- ロボット（ROBOT）

### わ行
わ
- ワールドスタッフ
- ワイズプロジェクト
- YTE
- Ytv Nextry
- ワンズワン (テレビ制作会社)
- ワンハート
- ワイズビジョン
- ワールド (制作会社)
- ワイツー

## 日本以外
- アニマル・ロジック
- インポッシブル・ピクチャーズ
- インダストリアル・ライト&マジック
- イメージエンジン
- インテリジェント・クリーチャーズ
- WETAデジタル
- ヴァイアコム18
- APフィルムズ
- SSD (映画会社)
- ABCシグネチャー
- エクセルマン
- エンデモル
- カーナー・オプチカル
- キャッスル・ロック・エンターテインメント
- KNB EFX
- サプタムインターナショナル
- GMMTV
- GDH 559
- Cineflix
- シネサイト
- スコット・フリー・プロダクションズ
- スタジオドラゴン
- スキャンラインVFX
- Zoic Studios
- DNEG
- TFエンターテインメント
- ティペット・スタジオ
- デジタル・ドメイン
- Duo Creative Communications
- ハイドラックス
- ハイブリッド・テクノロジーズ
- ピクソモンド
- BUFカンパニー
- フリーマントル (会社)
- フレームストア
- ブラー・スタジオ
- プラナ・スタジオ
- マーヴ・スタジオ
- マック・ガフ
- ムービング・ピクチャー・カンパニー
- Method Studios
- ユニバーサル・プロダクション・パートナーズ
- ライジング・サン・ピクチャーズ
- リズム&ヒューズ・スタジオ
- レガシー・エフェクツ
- ロコモ
- ロデオFX